# Brigetta Barrett
Brigetta Barrett (nascuda a Westchester, Nova York el 24 de desembre de 1990) és una saltadora d'altura dels Estats Units. El seu major èxit és guanyar la medalla de plata als Jocs Olímpics de 2012 a Londres.

## Inicis
En 2011 Barrett va guanyar els campionats nacionals i els Jocs Mundials Universitaris en Shenzen, Xina, saltant 1,96 m, la seva millor marca personal. En 2011, també va participar en el Campionat Mundial d'Atletisme en Daegu, Corea del Sud, on va classificar per a la fase final.

## 2012
Durant la temporada Barrett va aconseguir 1.97m al gener. Va qualificar a les proves olímpiques dels Estats Units amb 2.01m només superat per Chaunte Lowe. En els Jocs Olímpics de Londres, va saltar més alt que Lowe i es va convertir en el medallista de plata, per 2,03 m de salt, una nova millor marca personal.

## 2013
Barrett va guanyar en World Outdoor 2013 la medalla de plata (2.00m/6-6.75). Va guanyar el Campionat de la NCAA a sostre cobert de 2013 (1.95m/6-4.75). Barrett va guanyar 2013 També va guanyar el Campionat a l'aire lliure de la NCAA (1.95m/6-4.75). Barrett és una de les finalistes per al premi Bowerman 2013.

## Vida personal
Barrett es va graduar de l'Escola Superior de Duncanville a Duncanville, Texas (2009). Els seus resultats de salt d'altura li van valer una beca a la Universitat d'Arizonaon es va graduar al maig de 2013, guanyant una llicenciatura en arts teatrals.